# Réunion-Nachtreiher
Der Réunion-Nachtreiher (Nycticorax duboisi) ist eine ausgestorbene Vogelart, die nur von einem Reisebericht aus dem Jahr 1674 und einigen Knochenelementen (Schulterblatt, Coracoid, Oberarmknochen und Ulna) bekannt geworden ist. Die Art ist nach Sieur Dubois benannt, dem einzigen Autor, der, soweit dem Zoologen Walter Rothschild bekannt war, berichtete, dass die Insel Réunion, genau wie Mauritius und Rodrigues, einen großen Reiher besaß.

## Beschreibung und Nomenklatur
Dubois listete im 17. Jahrhundert die Avifauna von Réunion auf und beschrieb Rohrdommeln oder große Reiher, „die groß wie Kapaune, aber fett und gut zu essen waren. Sie haben graue Federn, mit weißer Tüpfelung, den Hals und Schnabel wie bei einem Reiher und grüne Beine, die denen von "Poullets ïInde"  (möglicherweise die domestizierte Pute) ähnelten. Der Vogel lebt von Fisch.“ Diese Beschreibung trifft auf keinen der heute lebenden Reiher oder Rohrdommeln zu, aber der Schnabel, die Beine und die Fressgewohnheiten sind Reiher- bzw. seit der Entdeckung des ausgestorbenen Réunionibis Ibis-ähnlich. Rothschild gab ihr 1907 den Namen Ardea duboisi. Nach Rücksprache mit der Internationalen Kommission für Zoologische Nomenklatur hält Graham S. Cowles diesen Namen jedoch für ein Nomen nudum und damit für nicht verfügbar. Cécile Mourer-Chauviré, Roger Bour, François Moutou und Sonia Ribes-Beaudemoulin wiesen 1999 darauf hin, dass Ardea duboisi Rothschild, 1907 mit einer Beschreibung veröffentlicht wurde und daher kein Nomen nudum ist. Somit sollte der Name gemäß dem Prioritätsprinzip beibehalten werden. Viele andere akzeptierte wissenschaftliche Namen von Vögeln der Maskarenen beruhen auf ähnlichen Beschreibungen. Cowles beschrieb 1994 das distale Fragment eines linken Tibiotarsus, das in der Grotte des Premiers Français auf Réunion entdeckt wurde, und ordnete es der neuen Art Nycticorax borbonensis zu. Mourer-Chauviré und ihre Kollegen synonymisierten diese Form 1999 mit Rothschilds Ardea duboisi unter der neuen Kombination Nycticorax duboisi.
Im Gegensatz zu den anderen ausgestorbenen Nachtreihern der Maskarenen zeigt die Réunion-Art keine Reduktion der Flügelelemente, was darauf hindeutet, dass diese Art  wahrscheinlich ein fähiger Flieger war.

## Aussterben
Der Grund für sein Aussterben ist nicht bekannt, aber er wäre den gleichen eingeführten Raubtieren ausgesetzt gewesen wie seine Verwandten auf Mauritius und Rodrigues.